# Anguillara Veneta
Pour les articles homonymes, voir Anguillara.
Anguillara Veneta est une commune italienne de 4 679 habitants de la province de Padoue, dans la région de la  Vénétie.

## Géographie
Anguillara Veneta est située dans une plaine traversée par le fleuve Adige (qui forme la limite sud de la ville), le canal Gorzone (it) et d'autres cours d'eau mineurs (divers canaux de récupération des eaux). Son climat est de type continental, caractérisé par des étés chauds et humides et des hivers modérément froids, avec formation fréquente de brouillard. Les précipitations sont réparties de façon égale tout au long de l'année, des pluies abondantes accompagnées de grêle sont possibles durant l'été.

## Histoire
Les traces de premiers établissements humains dans la région remontent à l'âge du bronze. Les nombreux méandres de l'Adige ont formé le territoire d'Anguillara, qui pendant de nombreux siècles fut principalement une zone marécageuse. Il devint un fief de la famille Carraresi, les seigneurs de Padoue, dont les comtes d'Anguillara formaient l'une des branches les plus importantes avec les Papafava. Durant la période médiévale, la région a été le théâtre de plusieurs affrontements militaires avec les puissances voisines (Ferraresi en premier lieu). Avec la défaite des Carraresi en 1405 contre la république de Venise, le territoire passa sous le contrôle politique de la Sérénissime, tandis que la propriété économique de la terre fut accordée à la Vénérable Arche de Saint Antoine qui la conserva jusqu'en 1974. 
Les travaux de construction du canal Gorzone débutèrent en 1557 et furent achevés en 1572. Le 21 avril 1572, l'ancienne digue Argine vecchio del Gorzon fut ouverte à Anguillara Veneta permettant le déversement des eaux du lac Vighizzolo et surtout de l'ancien lac Griguola (s'étendant dans les territoires de Pozzonovo, Stroppare et Stanghella) de s'écouler dans la Mer Adriatique. La région vit un exode massif de sa population vers l'étranger et les régions plus riches du Nord-Ouest après la Seconde Guerre mondiale en raison des difficultés économiques induites par une activité peu diversifiée reposant essentiellement sur l'agriculture et par un faible développement industriel.

## Économie
L'activité agricole est prédominante à Anguillara, les sols de la commune sont fertiles et adaptés à de nombreux types de cultures, en particulier les céréales (maïs et blé), mais également la production horticole et la culture de plantes tuberculeuses, principalement la patate douce. L'activité industrielle est très modeste et repose presque exclusivement sur la filière artisanale.

## Personnalités liées à la commune
- Angelo Milani (1834-1899), lieutenant d’infanterie né à Anguillara Veneta le 5 novembre 1834 et participant de l'Expédition des Mille
- Giuseppe Ferdinando dit José Quaglio (1923-2007), acteur et réalisateur, né le 28 février 1926 à Anguillara Veneta et mort le 28 février 2007 à Cosne-Cours-sur-Loire en France. Il a joué dans de nombreuses productions cinématographiques et théâtrales et est surtout connu pour ses rôles dans Il Conformista (1970) et Novecento (1976) réalisés par Bernardo Bertolucci ainsi que La corta notte delle bambole di vetro (1971).
- Luigi Capuzzo (1958-), footballeur né à Anguillara Veneta. Il a porté le maillot de la Juventus de Turin en position d'attaquant et participe avec cette formation au Championnat de la Série A en 1976-1977. Il est par la suite échangé au Cagliari Calcio (Serie B - 1977-1978). Ses bonnes performances en Série A lui valent d'être sélectionné par la Squadra Azzura avec laquelle il participe au Championnat du Monde U20 en 1977, marquant un but lors de la rencontre contre la Côte d'Ivoire. À la fin de sa carrière, il entame une carrière d'entraîneur avec son club école, le Calcio Padoue, puis avec d'autres clubs amateurs.

## Démographie
Modèle:Demografia/Anguillara Veneta

## Administration
| Période                                  | Période  | Identité    | Étiquette                           | Qualité  |
| ---------------------------------------- | -------- | ----------- | ----------------------------------- | -------- |
| 26 Mai 2014                              | en cours | Luigi Pollo | Anguillara Solidale (Centre Gauche) | Retraité |
| Les données manquantes sont à compléter. |          |             |                                     |          |

### Communes limitrophes
Agna, Bagnoli di Sopra, Boara Pisani, Cavarzere, Pozzonovo, Rovigo, San Martino di Venezze, Tribano.